# 379 Huenna
379 Huenna è un asteroide della fascia principale del diametro medio di circa 92,33 km. Scoperto nel 1894, presenta un'orbita caratterizzata da un semiasse maggiore pari a 3,1433822 au e da un'eccentricità di 0,1804136, inclinata di 1,66967° rispetto all'eclittica.
L'asteroide è dedicato al nome latino dell'isola svedese di Hven, dove Tycho Brahe costruì Uraniborg, l'osservatorio astronomico più importante del XVI secolo.
Nel 2003 è stato individuato un satellite a cui è stata assegnata la designazione provvisoria S/2003 (379) 1. Il satellite, di dimensioni di 5,8 (±1,2) km, orbita a 3336 (±54,9) km in 87,6 (±0,026) giorni.